# Pierre-André Albertini
 (avril 2023).
Si vous disposez d'ouvrages ou d'articles de référence ou si vous connaissez des sites web de qualité traitant du thème abordé ici, merci de compléter l'article en donnant les références utiles à sa vérifiabilité et en les liant à la section « Notes et références ».
Pour les articles homonymes, voir Albertini.
Pierre-André Albertini, né en 1959, est un ancien coopérant français en Afrique du Sud.

## Biographie
Pierre-André Albertini nait en 1959. Originaire d'Évreux (Eure), il fit des études de littérature à Paris, en classe préparatoire à l'ENS, puis à la Sorbonne. Il est admissible à l'École supérieure d'études cinématographiques (ESEC). Il vit aujourd'hui à Ajaccio (Corse-du-Sud).
Coopérant français affecté au département de français de l'université de Fort Hare dans le bantoustan du Ciskei, il est incarcéré, à partir d'octobre 1986, dans les prisons du Ciskei, pour avoir transporté des armes pour le compte de l'ANC. Il est alors accusé par les autorités judiciaires du Ciskei d'être un « porteur de valise » et est condamné à quatre ans de prison pour refus de témoignage.
L'affaire fait grand bruit en France. Le parti communiste français, dont étaient proches les parents d'Albertini, fait campagne pour sa libération, relayé par Jacques Gaillot, évêque d'Évreux, où la mère d'Albertini est conseillère municipale communiste.

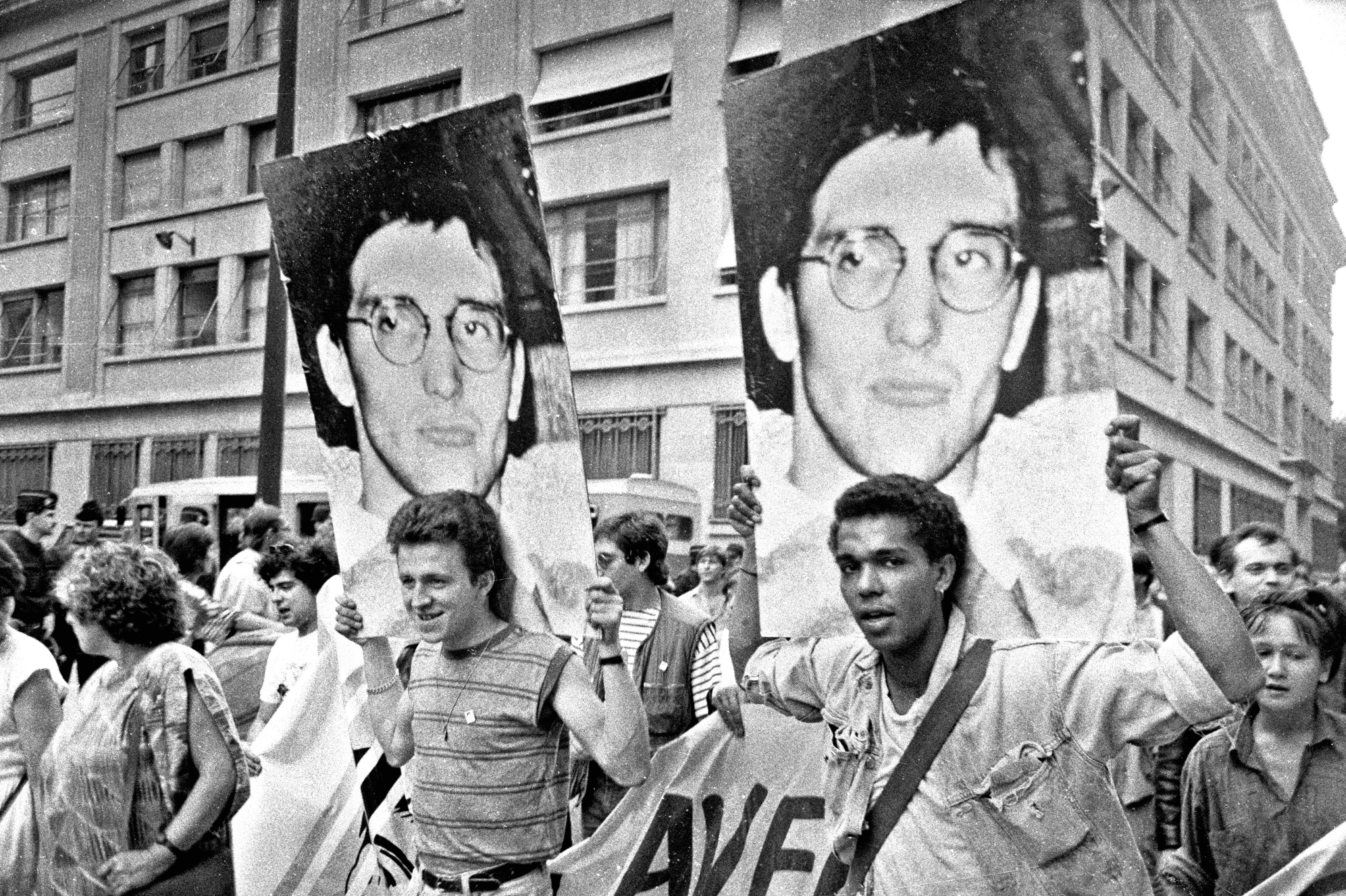
Manifestation du PCF le 20 mars 1987 à Paris pour la libération de Pierre-André Albertini

Dans un premier temps, l'Afrique du Sud s'en tient à un rôle de médiateur. Le Ciskei est, pour elle, un État souverain quoique non reconnu par l'ONU et par la totalité des gouvernements étrangers.
Prenant prétexte de l'affaire Albertini, le président français François Mitterrand refuse les lettres de créance du nouvel ambassadeur sud-africain en France.
Un ambassadeur ad hoc, Jean-Yves Ollivier, envoyé dans la région par le gouvernement de Jacques Chirac pour travailler sur un vaste échange de prisonniers, est chargé d'intervenir dans ce dossier. En août 1987, Albertini est inclus dans le projet. Ainsi, Albertini et un néerlandais, Klaas de Jonge, sont intégrés aux groupes de soldats cubains emprisonnés en Afrique du sud échangés contre les corps de soldats sud-africains tombés en Angola et le major Wynand du Toit. Le nouvel ambassadeur sud-africain en France est accrédité, une fois Albertini libéré. L'ambassadeur français Jean-Yves Ollivier reçoit l’ordre de Bonne Espérance, la plus haute distinction civile en Afrique du Sud.
Albertini raconte son aventure dans un ouvrage autobiographique en 1988.